# Antônio Meneses
Antônio Meneses (Recife, 23 de agosto de 1957 - Basilea, 3 de agosto de 2024) fue un violoncelista brasileño, radicado en Suiza. 

## Biografía
Hijo del trompa João Jerônimo de Meneses, en su primer año de vida va a vivir a Río de Janeiro ya que su padre fue invitado a integrar el elenco del Teatro Municipal de Río de Janeiro. Con seis años, comienza a aprender el violoncelo. Vence en varios concursos y a los diecisiete años va a estudiar a Europa, para cultivar su talento.
Se hace alumno de la Escuela Superior de Música de Düsseldorf, después sigue en Stuttgart, ambas en Alemania. En 1977, vence en el Concurso Internacional de Múnich, derrotando, por unanimidad, a cuarenta candidatos.
En 1981, grabó con el maestro Herbert von Karajan, y el año siguiente venció en el Concurso Chaikovski, en Moscú, que consagró su carrera musical.
Se presentó con las Orquestas Filarmónicas de Moscú, San Petersburgo, Nueva York e Israel, y las Orquestas Sinfónicas de Londres, de la BBC y de Viena, además de la Orquesta del Concertgebouw, de Ámsterdam, y de la Orquesta de la Suisse Romande, entre otras.
Participó en grabaciones con la Filarmónica de Berlín y Herbert von Karajan.
Meneses también fue miembro titular del trío Beaux Arts, desde 1998 hasta 2008, una de las más prestigiosas formaciones de cámara del mundo. También ha colaborado con el Cuarteto Emerson  y el Cuarteto Vermeer, en gira, y con pianistas como Nelson Freire, Menahem Pressler, Cristina Ortiz y Gérard Wyss.
Antônio Meneses solicitó a 6 compositores brasileños (Miranda, Prado, Rezende, Nobre, Krieger y Padilla) que compusieran piezas inspiradas en, las 6 Suites de Johann Sebastian Bach. Tocando este programa por primera vez en Sao Paulo y posteriormente en Río de Janeiro, en la primavera de 2005.
En 2003 grabó las Bachianas Brasileiras nos. 1 y 5 con la  Orquesta Sinfónica del Estado de Sao Paulo dirigida por Roberto Minezuk, igualmente con esta orquesta ha grabado en 2008 el concierto de Dvorak bajo la dirección de John Neschling, haciendo una gira por América con esta orquesta en 2007 y en 2010 por Europa.
Antonio Meneses da clases magistrales en Europa: Madrid en la Escuela Superior de Música Reina Sofía; Mannheim –  Biella; Siena – Accademia Musicale Chigiana; Sion –Académie de Musique de Sion; en  América, Japón y actualmente enseña en el conservatorio de Berna.
Su instrumento es un Matteo Goffriler del siglo XVIII (equivalente, en los violoncelos, al violín Stradivarius).
En 2011, los periodistas João Luiz Sampaio y Luciana Medeiros entrevistaron a Antônio Meneses, en el transcurso de la pausa forzada causada por un tumor benigno en el brazo derecho, para la producción del libro Antonio Meneses - Arquitectura de la Emoción, acompañado de un CD con obras para violoncelo solo y con la participación del pianista Luiz Fernando Benedini.
En la temporada 2015/16 hace una gira con la Hong Kong Sinfonietta, recitales en América del Sur, recitales en solitario en el Wigmore Hall de Londres y con Maria João Pires en Japón, Europa y en el Festival de Puerto Rico.

## Discografía
Antônio Meneses tiene dos discos en Deutsche Grammophon con Herbert von Karajan y la Orquesta Filarmónica de Berlín: Brahms, Doble Concierto para Violín y Violoncelo con Anne Sophie Mutter y Don Quijote de Richard Strauss. También ha grabado el Concierto de Albert, obras de David Popper —con la or— y los Conciertos de Violoncelo de Carl Philipp Emanuel Bach con la Orquesta de Cámara de Múnich (Pan Classics), Las Seis Suites de J. S. Bach (Nippon Phonogram), el Trío de Tchaikovsky (EMI/Angel), los Conciertos y la Fantasía para Violoncelo y Orquesta de Heitor Villa-Lobos (Auvidis France), las obras completas para Violoncelo y Piano de Villa-Lobos con Cristina Ortiz, y piezas de bis con Gérard Wyss (Pan Classics), las Seis Suites de J. S. Bach (AVIE), las obras completas para violoncelo y piano de Schumann ySchubert (AVIE)  con Gérard Wyss; un disco de Beethoven con Menahem Pressler; los Conciertos de Haydn y el Concertino con la Royal Northern Sinfonia; y más recientemente un CD con los Conciertos de Elgar y Gál con la Royal Northern Sinfonia dirigida por Claudio Cruz (mayo de 2012), que fue nominado para un Grammy Award para ‘Best Classical Instrumental Solo’. Su primer disco con Maria João Pires, The Wigmore Hall Recital, fue grabado en septiembre de 2013 para Deutsche Grammophon.